# معهد النفط العربي للتدريب
معهد النفط العربي للتدريب (بالإنجليزية: Arab Petroleum Training Institute اختصاراً: APTI) معهد عربي إقليمي أسس في شهر مايو/أيار، عام 1978، يقع مقره في العاصمة العراقية بغداد في قضاء التاجي شمال بغداد. أنشا المعهد من قبل منظمة الأقطار العربية المصدرة للنفط، وأسندت له  مهمة تولي إعداد المدربين والكوادر الإدارية والفنية والقيادات في مختلف مجالات الصناعات النفطية، والقيام بالبحوث والدراسات المتعلقة بالأساليب الحديثة في التنظيم الصناعي ومنهجية وأساليب التعليم والتدريب. وبالإضافة إلى ذلك، كلف المعهد بإستحداث نظام مركزي للمعلومات والتوثيق.
يقع المعهد على أرض مساحتها 80 ألف متر مربع، ويضم 38 ورشة، 22 مختبر، 35 قاعة دراسية، وقاعة كبرى تستوعب حوالي 500 شخص. مدير عام المعهد المهندس زهير مصطفى شاكر.

## وصلات خارجية
- الموقع الرسمي
- معهد النفط العربي للتدريب موقع المعهد
- معهد النفط العربي للتدريب على موقع منظمة الأقطار العربية المصدرة للبترول